# Nina Vislova
Nina Vislova (Moscou, 4 de outubro de 1986) é uma jogadora de badminton russa. medalhista olímpica, especialista em duplas.

## Carreira
Nina Vislova representou seu país nos Jogos Olímpicos de Verão de 2012 conquistando a medalha de bronze, nas duplas femininas com Valeria Sorokina. Elas são as primeiras medalhistas russas do badminton.